# Estación de Landquart
La estación de Landquart es la principal estación ferroviaria de la comuna suiza de Landquart, en el Cantón de los Grisones. Constituye junto a Castione-Arbedo y Coira uno de los puntos de transbordo entre la red de SBB-CFF-FFS y la del RhB.

## Historia y ubicación

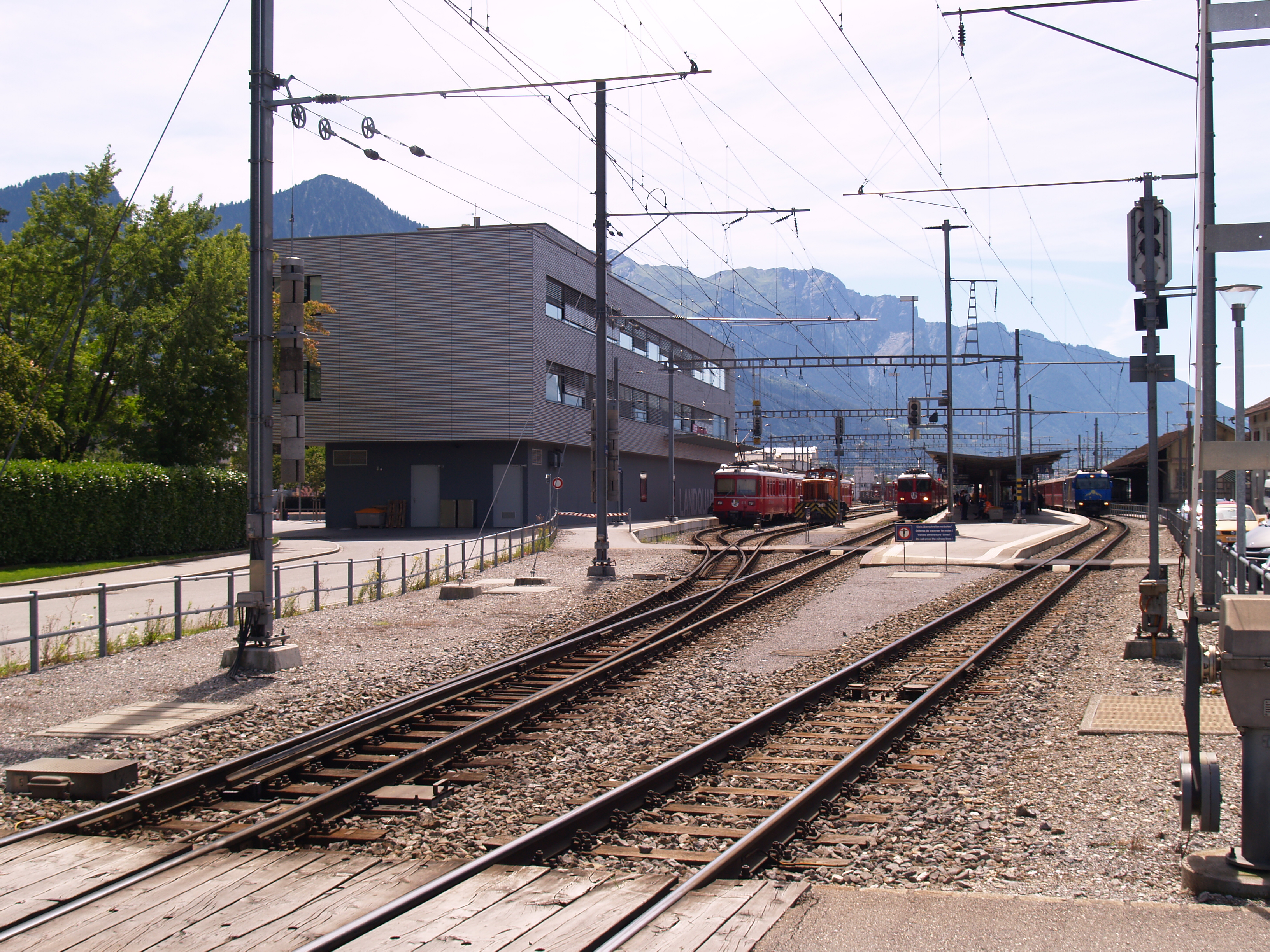
Zona de andenes del RhB

La estación de Landquart fue inaugurada en 1858 con la apertura del tramo Sargans - Coira de la línea férrea Ziegelbrücke - Coira por el Vereinigte Schweizerbahnen (VSB). En 1889 se puso en servicio el tramo Landquart - Klosters de la línea de vía métrica Landquart - Davos, por parte del Schmalspurbahn Landquart–Davos AG, que en 1895 pasaría a denominarse Rhätischen Bahn (RhB). En 1896 el RhB abrió la línea Landquart - Coira - Thusis para prolongar la de Davos. La compañía VSB pasaría a ser absorbida por los SBB-CFF-FFS en 1902. Con el plan Bahn 2000 de impulso al ferrocarril por parte del gobierno suizo se construyó un nuevo edificio de viajeros.
La estación se encuentra al oeste del núcleo urbano de Landquart. Cuenta con tres andenes en la zona de los SBB-CFF-FFS, de los cuales dos son laterales y uno es central, a los que acceden cuatro vías pasantes. En la zona del RhB existen también tres andenes, dos centrales y uno lateral, a los que acceden cuatro vías pasantes. A estas hay que sumar las vías tanto pasantes como toperas en ambos anchos (estándar en la zona de los SBB-CFF-FFS y métrico en la zona del RhB) destinadas al apartado y estacionamiento de material ferroviario en el sur de la estación, así como un depósito del RhB. En el extremo meridional de la estación hay muelles y zonas destinadas para la carga y descarga de mercancías, existiendo la posibilidad de transbordar mercancías entre ambos ferrocarriles (SBB-CFF-FFS y RhB), así como unas derivaciones para dar servicio a unas industrias.
En términos ferroviarios, la estación se sitúa en la línea Ziegelbrücke - Coira de los SBB-CFF-FFS y en las líneas Landquart - Davos y Landquart- Coira - Thusis del RhB. Sus dependencias ferroviarias colaterales son la estación de Maienfeld hacia Ziegelbrücke y la Coira, final de la línea de los SBB-CFF-FFS], así como la estación de Malans hacia Davos y la estación de Landquart Ried hacia Thusis.

## Servicios ferroviarios
Los servicios ferroviarios de esta estación están prestados por los SBB-CFF-FFS y por el RhB:

### Larga distancia
- EC Hamburgo - Bremen - Diepholz - Osnabrück - Münster - Dortmund - Bochum - Essen - Duisburg - Düsseldorf - Colonia - Bonn - Coblenza - Maguncia - Mannheim - Karlsruhe - Baden-Baden - Friburgo de Brisgovia - Basilea SBB - Zúrich - Thalwil - Wädenswil - Pfäffikon SZ - Ziegelbrücke - Sargans - Bad Ragaz - Landquart - Coira.
- EC Bruselas Sur - Ottignies - Gembloux - Namur - Ciney - Marloie - Jemelle - Libramont -	Marbehan - Arlon - Luxemburgo - Thionville - Metz - Estrasburgo - Sélestat - Colmar - Mulhouse - Basilea SBB - Zúrich - Thalwil - Wädenswil - Pfäffikon SZ - Ziegelbrücke - Sargans - Bad Ragaz - Landquart - Coira.
- IC Basilea SBB - Zúrich - Sargans - Landquart - Coira.
- IR Basilea SBB - Zúrich - Thalwil - Wädenswil - Pfäffikon SZ - Ziegelbrücke - Sargans - Bad Ragaz - Landquart - Coira.
- IR Basilea SBB - Liestal - Sissach - Aarau - Lenzburg - Zúrich - Thalwil - Wädenswil - Pfäffikon SZ - Ziegelbrücke - Sargans - Bad Ragaz - Landquart - Coira.

### Regionales
- RE Rheintal Express San Galo - Rorschach - St. Margrethen - Buchs - Altstätten - Sargans - Bad Ragaz - Landquart - Coira.
- RE Landquart - Klosters Platz - Davos Platz.
- RE Disentis/Mustér - Coira - Landquart - Klosters Platz - Scuol-Tarasp.
- R Ziegelbrücke - Sargans - Bad Ragaz - Landquart - Coira.

### S-Bahn de Coira
Existe un servicio de trenes de cercanías prestado por el Ferrocarril Rético. Por la estación de Landquart pasa una línea:
- S 1 Rhäzüns - Coira - Landquart - Schiers.